# Raionul Drabiv, Cerkasî
Drabiv (în ucraineană Драбівський район, transliterat: Drabivskîi raion) este un raion în regiunea Cerkasî, Ucraina. Reședința sa este așezarea de tip urban Drabiv.

## Demografie
Componența lingvistică a raionului Drabiv
     Ucraineană (98,01%)
     Rusă (1,56%)
     Alte limbi (0,25%)
Conform recensământului din 2001, majoritatea populației raionului Drabiv era vorbitoare de ucraineană (98,01%), existând în minoritate și vorbitori de rusă (1,56%).